# 조인철 (1964년)
조인철(趙寅喆, 1964년 8월 19일~)은 대한민국의 공무원 출신 정치인이다. 제22대 국회의원이다.
2019년 10월 30일, 광주광역시 문화경제부시장에 임명되었다. 이후 2022년 6월까지 직을 수행했다. 제22대 국회의원 선거를 앞두고 광주 서구 갑 선거구에 출마를 선언했으며, 경선에서 서구 갑 제20·21대 국회의원인 송갑석을 꺾고 공천되었다. 본 선거에서 68.42%의 득표율을 기록하면서 당선되었다.

## 학력
- 영광군서국민학교(졸업)
- 해룡중학교(졸업)
- 광주서석고등학교(졸업)
- 고려대학교 문과대학(서어서문학 학사)
- 고려대학교 대학원(경제학 석사)
- 버밍엄 대학교 대학원(정책학 박사)

## 경력
- 1996년: 제40회 행정고시 합격
- 국무총리실 영유아교육·보육추진단 기획조정과장
- 농림축산식품부 근무
- 기획재정부 총사업비관리과장
- 기획재정부 문화예산과장
- 기획재정부 농림해양예산과장
- 대통령직속 농어업농어촌특별위원회 사무국 부국장
- 2019년 10월~2022년 6월: 광주광역시 문화경제부시장
- 2024년 4월 10일: 대한민국 제22대 국회의원 선거 당선(광주 서구 갑, 더불어민주당, 초선)
- 2024년 5월~: 더불어민주당 광주광역시당 서구 갑 지역위원회 위원장
- 2024년 11월~: 더불어민주당 이재명 대표 경제특보단 기획재정특보
- 2025년 6월~: 더불어민주당 원내부대표
- 2025년 8월~: 더불어민주당 사법개혁특별위원회 위원

### 의정 활동
- 2024년 5월 30일~: 제22대 국회의원(광주 서구 갑, 더불어민주당, 초선)
  - 2024년 6월~: 제22대 국회 전반기 과학기술정보방송통신위원회 위원
  - 2025년 3월~: 제22대 국회 2025 아시아태평양경제협력체(APEC) 정상회의 지원 특별위원회 위원
  - 2025년 7월~: 제22대 국회 전반기 국회운영위원회 위원

## 역대 선거 결과
| 실시년도 | 선거   | 대수 | 직책     | 선거구       | 정당         | 득표수   | 득표율          | 순위 | 당락 | 비고 |
| -------- | ------ | ---- | -------- | ------------ | ------------ | -------- | --------------- | ---- | ---- | ---- |
| 2024년   | 총선   | 22대 | 국회의원 | 광주 서구 갑 | 더불어민주당 | 56,267표 | \| \| 68.42% \| | 1위  |      | 초선 |
|          | 68.42% |      |          |              |              |          |                 |      |      |      |

## 소속 정당
| 소속 정당 | 소속 정당    | 소속 기간 | 비고      |
| --------- | ------------ | --------- | --------- |
|           | 더불어민주당 | 2022~현재 | 정계 입문 |

## 같이 보기
- 광주 서구의 국회의원
- 서구 갑 (2004년 광주 선거구)
- 광주광역시 부시장